# Epizona
Epizona lub epi – najpłytsza strefa metamorfizmu występująca na głębokości ok. 6–10 km. Charakteryzuje się stosunkowo niskimi temperaturami od 100 do 300 °C, jednak dużym ciśnieniem kierunkowym potocznie zwanym stressem. Stopień przeobrażenia skał jest najmniejszy, jednak z silnym zaznaczeniem deformacji tektonicznych. W strefie tej przeważa metamorfizm dyslokacyjny, czego skutkiem jest częste złupkowanie (zob. → łupek). Do tej strefy włącza się także niskotemperaturowy metamorfizm kontaktowy i metasomatozę.

## Skały wyjściowe i produkty przeobrażeń strefy epi
- skały ilaste i mułowcowe → fyllity (metaiłowce, metamułowce), metazlepieńce, łupki serycytowe, łupki chlorytowe
- piaskowce kwarcowe, skały krzemionkowe → kwarcyty
- wapienie i dolomity → wapienie krystaliczne, dolomity krystaliczne, serpentynity
- granitoidy, porfiry kwarcowe, obojętne skały magmowe, szarogłazy i arkozy → łupki kwarcowo-skaleniowe, łupki łyszczykowe z kwarcem i skaleniami
- zasadowe skały magmowe, margle → zieleńce, łupki chlorytowe, łupki chlorytowo- epidotowe
- ultrazasadowe skały magmowe → łupki chlorytowe, łupki talkowe, serpentynity
- margle, skały węglanowo-krzemianowe → łupki epidotowe, fyllity węglanowe, łupki serycytowo-węglanowe

## Galeria

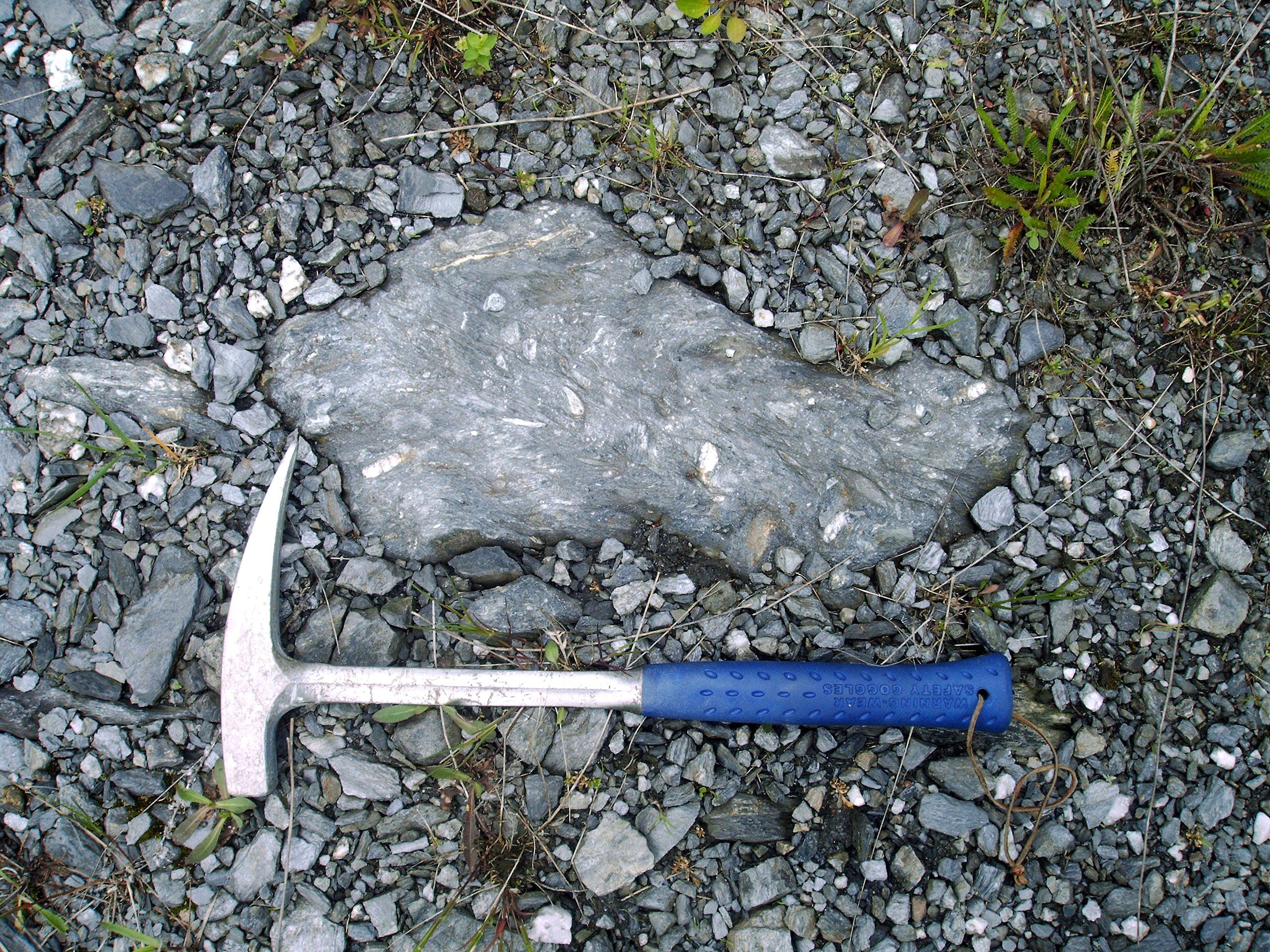
metazlepieniec
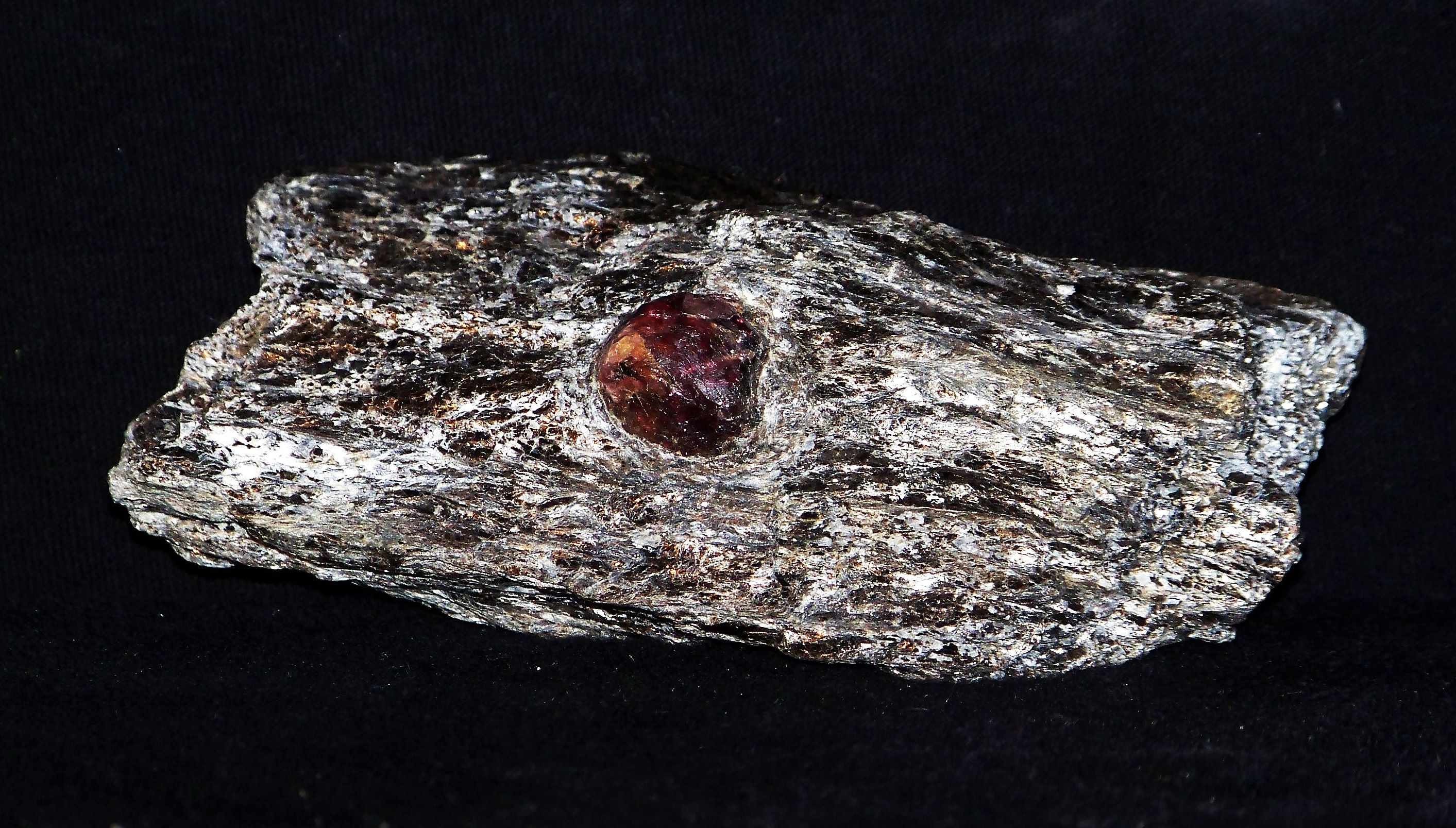
łupek łyszczykowy
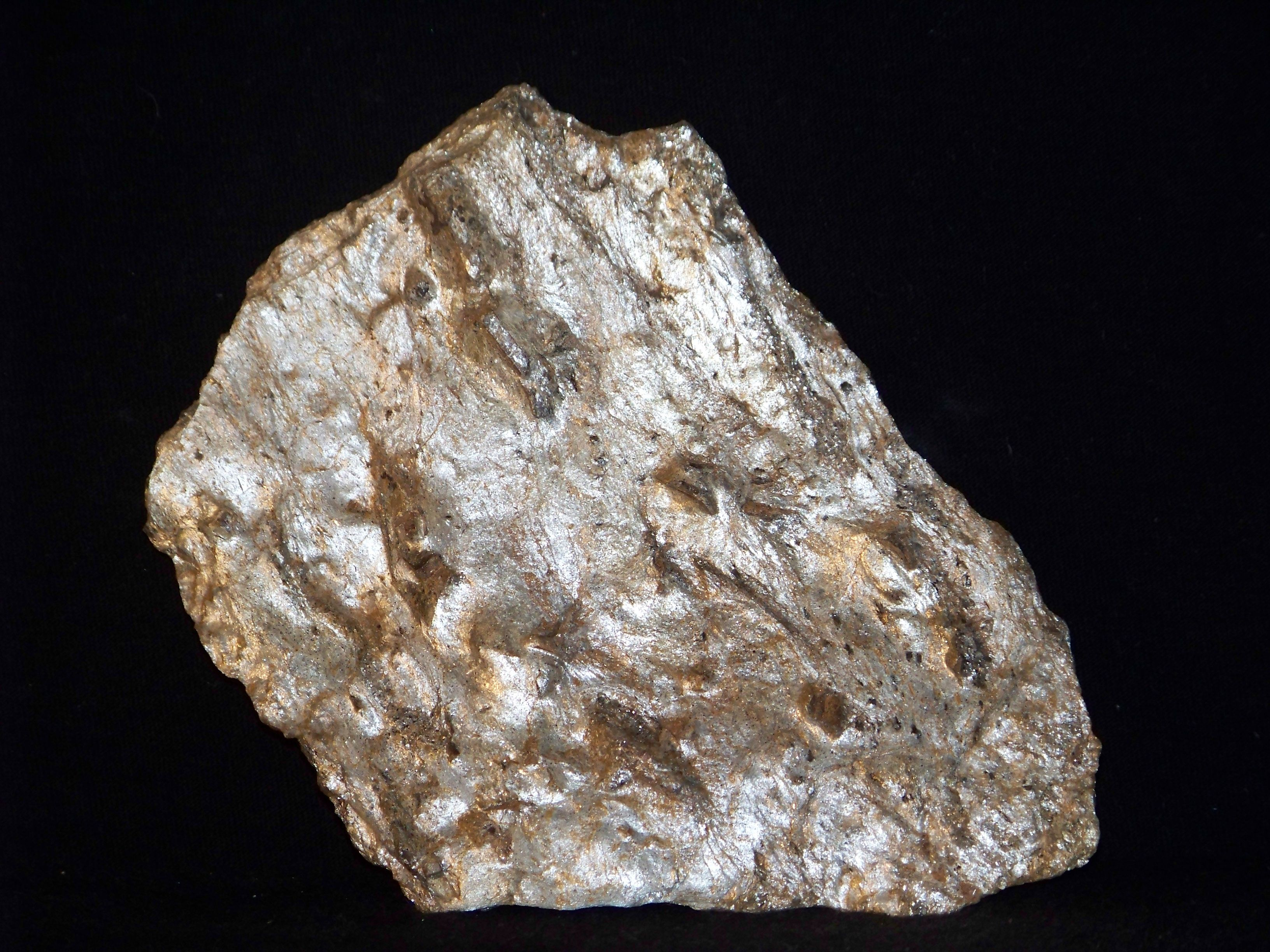
łupek serycytowy